# Hans Gollnick
Hans Gollnick (22 de maio de 1892 - 15 de fevereiro de 1970) foi um oficial alemão que serviu no Deutsches Heer durante a Segunda Guerra Mundial. Foi condecorado com a Cruz de Cavaleiro da Cruz de Ferro com Folhas de Carvalho.

## Condecorações
| Cruz de Ferro (1914) 2ª Classe                                       | 11 de outubro de 1914   |
| Cruz de Ferro (1914) 1ª Classe                                       | 24 de novembro de 1916  |
| Distintivo de Feridos (1918) em Preto                                |                         |
| Cruz de Honra da Guerra Mundial 1914/1918                            |                         |
| Condecoração por Longo Tempo de Serviço da Wehrmacht, 4ª à 1ª classe |                         |
| Cruz de Ferro (1939) 2ª Classe                                       | 15 de setembro de 1939  |
| Cruz de Ferro (1939) 1ª Classe                                       | 5 de outubro de 1939    |
| Cruz de Cavaleiro da Cruz de Ferro                                   | 21 de novembro de 1942  |
| Cruz de Cavaleiro da Cruz de Ferro com Folhas de Carvalho nº 282     | 24 de agosto de 1943    |
| Medalha da Frente Oriental                                           |                         |
| Mencionado na Wehrmachtbericht                                       | 26 de fevereiro de 1945 |